# Зуев, Сергей Эдуардович
Сергей Эдуардович Зуев (род. 25 апреля 1954, Москва) — российский учёный, специалист по менеджменту в культурной сфере, кандидат искусствоведения (1984), профессор. С 2011 по 2023 годы — ректор «Шанинки», директор Института общественных наук РАНХиГС.
С 13 октября 2021 года находился под следствием по так называемому «делу Раковой» о хищении бюджетных средств, с 9 ноября 2021 содержался в СИЗО. По свидетельству адвокатов защиты, после трёх операций на сердце здоровье Зуева при отсутствии надлежащего медицинского ухода необратимо ухудшалось, к февралю 2022 года он не мог встать без посторонней помощи. Был переведён под домашний арест после дачи признательных показаний 3 августа 2022 года.

## Биография
Родился 25 апреля 1954 года в Москве.

### Карьера
В 1971—1973 годах учился на отделении китаистики Военного института иностранных языков, где изучал китайский язык, военную аналитику и оперативное искусство. В 1973—1978 годах учился на филологическом факультете МГУ. В 1984 году защитил диссертацию на степень кандидата искусствоведения.
В 1980-х годах работал социологом-исследователем во Всесоюзном НИИ искусствознания. В 1989 году стал директором Школы культурной политики. В 1994 году занял должность директора Центра культурных технологий. В 1998 году стал деканом факультета менеджмента в сфере культуры Московской высшей школы социальных и экономических наук («Шанинки»). В 2000—2001 годах являлся заместителем руководителя научной программы Фонд «Центр стратегических разработок „Северо-Запад“».
В 2005—2010 годах руководил проектными и экспертными группами, разрабатывавшими стратегии регионального развития в Астраханской, Калининградской, Калужской и Смоленской областях, Бурятии и Карелии. В 2011—2012 годах руководил разработкой проекта «Стратегии социально-экономического развития города Москвы на период до 2025 года». C 2011 года по 2023 годы — ректор Московской высшей школы социальных и экономических наук (Шанинки). Также является директором Института общественных наук Российской академии народного хозяйства и государственной службы (ИОН РАНХиГС).

### Дело Раковой
13 октября 2021 года Зуев был задержан и допрошен в качестве подозреваемого по делу бывшего заместителя министра просвещения России Марины Раковой, которая, как утверждает следствие, похитила 50 миллионов рублей по двум государственным контрактам в рамках госпрограммы «Образование». 13 октября был на время следствия отправлен под домашний арест сроком до 7 декабря. 19 октября Зуеву было предъявлено обвинение в хищении 21 млн рублей путем мошенничества. 20 октября попал в больницу с гипертоническим кризом, а затем перенёс третью за год операцию на сердце — коронарное шунтирование. 9 ноября суд отменил домашний арест и перевёл Зуева в СИЗО, удовлетворив апелляционную жалобу прокуратуры о возможности содержания того под стражей. 3 декабря на заседании суда о продлении ареста Зуеву стало плохо из-за высокого давления, была вызвана скорая помощь, которая однако вскоре уехала. Тем не менее, вопреки указаниям адвокатов на состояние здоровья Зуева, арест был продлён на три месяца до 7 марта. В декабре 2021 года президент России Владимир Путин во время заседания совета по правам человека отметил, что не видит необходимости держать Зуева за решёткой, после чего уполномоченный по правам человека в России Татьяна Москалькова обратилась в прокуратуру и органы следственного надзора с просьбой освободить его из под стражи. Открытое письмо в поддержку Зуева и против его содержания в СИЗО подписали 59 академиков РАН и более 200 студентов и преподавателей «Шанинки».
По свидетельству члена Общественной наблюдательной комиссии Александра Хуруджи, к февралю состояние здоровья Зуева настолько ухудшилось, что он не мог самостоятельно встать с кровати. Зуеву запрещены контакты с родственниками, с момента ареста с ним не проводились следственные действия. 3 апреля 2022 года «Коммерсантъ» опубликовал сведения, что семья Зуева выплатила 6 миллионов из 20 миллионов ущерба, которые инкриминирует ему следствие. Адвокат Зуева пояснил, что выплата сделана в надежде перевода Зуева из СИЗО. Тем не менее, суд продлил арест до 5 июня. 9 июня 2022 года Кассационный суд отменил арест Зуева и направил постановление на новое рассмотрение в ином составе суда. 22 июня было объявлено, что заключение Зуева продлевается до 7 декабря 2022 года.
3 августа 2022 года на заседании суда следователь сообщил, что Зуев дал признательные показания и пошёл на сотрудничество со следствием. Он также возместил 15 млн рублей вменяемого ему ущерба. По ходатайству следователя, меру пресечения Зуеву изменили на домашний арест, однако отказали в прогулках, которые Зуев планировал использовать для посещения врачей. 4 августа 2022 года Марина Ракова признала вину.
2 ноября 2022 года следователь направил в Мосгорсуд ходатайство об изменении меры пресечения фигурантам дела Раковой. 3 ноября на заседании суд удовлетворил прошение. Сергею Зуеву заменили домашний арест на запрет определённых действий сроком до 7 февраля 2023 года.
8 марта 2023 года стало известно, что на пост ректора «Шанинки» вместо Зуева назначена Мария Сигова, ректор Международного банковского института им. Анатолия Собчака.
19 марта 2024 года суд признал Зуева виновным и приговорил его к 4 годам лишения свободы условно.

## Награды
- Медаль ордена «За заслуги перед Отечеством» II степени (14 августа 2014 года) — за большой вклад в развитие науки, образования, подготовку квалифицированных специалистов и многолетнюю плодотворную деятельность[32].
- Орден Почёта (7 декабря 2020 года) — за большие заслуги в научно-педагогической деятельности, подготовке квалифицированных специалистов и многолетнюю добросовестную работу[33].

## Семья
Жена — Елизавета Фокина, директор музея-заповедника «Царицыно». Четверо детей, в том числе от первого брака.